# 2-Aminopurine
La 2-aminopurine est un analogue de l'adénine et de la guanine et un marqueur moléculaire fluorescent utilisé dans la recherche sur les acides nucléiques. Elle s'apparie généralement avec la thymine comme analogue de l'adénine, mais peut également s'apparier avec la cytosine comme analogue de la guanine. Pour cette raison, elle peut être utilisée comme mutagène.